# Galina Voskobóyeva
Galina Olégovna Voskobóyeva (en ruso: Галина Олеговна Воскобоева) es una tenista profesional kazaja de origen ruso nacida en Moscú el 18 de diciembre de 1984. Nacionalizada kazaja desde 2008, juega para dicha nación. Su posición más alta en la clasificación individual de la WTA es el 84, puesto que alcanzó el 28 de agosto de 2006. Su mejor clasificación en la categoría de dobles es el puesto 31 alcanzado el 29 de enero de 2007.

## Títulos WTA (5; 0+5)

### Individual (0)
| Leyenda: Antes de 2009     | Leyenda: A partir de 2009 |
| -------------------------- | ------------------------- |
| Grand Slam (0)             |                           |
| WTA Tour Championships (0) |                           |
| Tier I (0)                 | Premier Mandatory (0)     |
| Tier II (0)                | Premier 5 (0)             |
| Tier III (0)               | Premier (0)               |
| Tier IV & V (0)            | International (0)         |

#### Finalista (1)
- 2011: Seúl (pierde ante María José Martínez).

### Dobles (5)
| Leyenda: Antes de 2009 | Leyenda: A partir de 2009 |
| ---------------------- | ------------------------- |
| Grand Slam (0)         |                           |
| WTA Championships (0)  |                           |
| Tier I (0)             | Premier Mandatory (0)     |
| Tier II (0)            | Premier 5 (0)             |
| Tier III (0)           | Premier (1)               |
| Tier IV & V (0)        | International (4)         |

| No. | Fecha                 | Torneo       | Superficie    | Pareja              | Oponentes en la final                 | Resultado        |
| 1.  | 6 de marzo de 2011    | Kuala Lumpur | Dura          | Dinara Safina       | Noppawan Lertcheewakarn Jessica Moore | 7-5, 2-6, [10-5] |
| 2.  | 30 de abril de 2011   | Estoril      | Tierra batida | Alisa Kleybanova    | Michaella Krajicek Eleni Daniilidou   | 6-4, 6-2         |
| 3.  | 21 de mayo de 2011    | Bruselas     | Tierra batida | Andrea Hlaváčková   | Klaudia Jans Alicja Rosolska          | 3-6, 6-0, [10-5] |
| 4.  | 23 de febrero de 2013 | Memphis      | Dura (i)      | Kristina Mladenovic | Sofia Arvidsson Johanna Larsson       | 7-6(5), 6-3      |
| 5.  | 1 de marzo de 2014    | Acapulco     | Dura          | Kristina Mladenovic | Petra Cetkovská Iveta Melzer          | 6-3, 2-6, [10-5] |

#### Finalista (11)
- 2005: Tashkent (junto con Anastasia Rodionova pierden ante Maria Elena Camerin y Emilie Loit).
- 2006: Moscú (junto con Iveta Benesova pierden ante Francesca Schiavone y Kveta Peschke).
- 2007: Gold Coast (junto con Iveta Benesova pierden ante Dinara Safina y Katarina Srebotnik).
- 2011: Bakú (junto con Monica Niculescu pierden ante Mariya Koryttseva y Tatiana Poutchek).
- 2011: Seúl (junto con Vera Dushevina pierden ante Natalie Grandin y Vladimíra Uhlířová).
- 2011: Moscú (junto con Anastasia Rodionova pierden ante Vania King y Yaroslava Shvedova).
- 2012: Estoril (junto con Yaroslava Shvedova pierden ante Chia-Jung Chuang y Shuai Zhang).
- 2014: Brisbane (junto con Kristina Mladenovic pierden ante Alla Kudryavtseva y Anastasia Rodionova).
- 2017: Budapest (junto con Arina Rodionova pierden ante Su-Wei Hsieh y Oksana Kalashnikova).
- 2018: Moscú (International) (junto con Alexandra Panova pierden ante Anastasia Potapova y Vera Zvonareva).
- 2019: Lugano (junto con Veronika Kudermétova pierden ante Sorana Cîrstea y Andreea Mitu).
- 2019: Jūrmala (junto con Jeļena Ostapenko pierden ante Sharon Fichman y Nina Stojanović).